# Josephine Klick – Allein unter Cops
Josephine Klick – Allein unter Cops ist eine deutsche Fernsehserie über die fiktive gleichnamige Kriminalkommissarin in Berlin, die sich gegen ihre beiden männlichen Kollegen durchsetzen muss. Die Serie lief ab Mai 2014 im Pay-TV auf Sat.1 emotions und im Free-TV auf Sat.1. Eine der Hauptrollen spielte Diana Amft.
Sat.1 verlängerte die Serie um eine zweite Staffel, die ab dem 10. September 2015 auf dem Pay-TV-Sender Sat.1 emotions ausgestrahlt wurde. Auf Sat.1 wurde die zweite Staffel ab dem 15. September 2015 ausgestrahlt.

## Handlung
Kriminalkommissarin Josephine Klick ist aus ihrem Heimatdorf bei Bielefeld nach Berlin gezogen. Ihre beiden Kollegen Fritz Munro und Alexander Mahler freuen sich nicht, eine neue Kollegin in ihrem Team zu haben und behandeln sie entsprechend. Doch die selbstbewusste Josephine lässt sich nicht unterkriegen. Am Ende werden die Fälle dank ihres Instinkts, ihrer Hartnäckigkeit und ihrer schnellen Auffassungsgabe gelöst.

## Besetzung

### Hauptbesetzung
| Rolle            | Schauspieler     | Staffel | Folgen | Bemerkungen                                              |
| ---------------- | ---------------- | ------- | ------ | -------------------------------------------------------- |
| Josephine Klick  | Diana Amft       | 1–2     | 1–12   | Protagonistin; Kriminalkommissarin und gelernte Friseuse |
| Fritz Munro      | Matthi Faust     | 1–2     | 1–12   | Kriminalhauptkommissar                                   |
| Alexander Mahler | Alexander Khuon  | 1–2     | 1–12   | Kriminalhauptkommissar                                   |
| Patrick          | Joachim Foerster | 2       | 7–12   | Kriminalkommissaranwärter                                |
| Karin Langkamp   | Stefanie Höner   | 1–2     | 1–12   | Sekretärin / Mitarbeiterin bei der Polizei               |
| Karl Amann       | Martin Umbach    | 1–2     | 1–12   | Chef                                                     |
| Dr. Tereza Srna  | Adriana Altaras  | 1–2     | 1–12   | Pathologin                                               |
| Ewald Persike    | David Schütter   | 1       | 1–6    | Kriminalkommissaranwärter                                |

### Gastdarsteller
Schauspieler, die in einer oder mehreren Folgen eine Gastrolle spielen.
Staffel 1
- Anna von Berg als Nicole Brauers (1)
- Beat Marti als Patrick Saffre (1)
- Marko Dyrlich als Marvin Müller (1)
- Sebastian Hülk als Frank (2)
- Jorres Risse als Paul (2)
- Tobias Licht als Mirko Neuendorf (2)
- Bülent Sharif als Mustafa (2)
- Aram Arami als Tolga Gökdal (3)
- Atheer Adel als Walid Ismael (3)
- Orhan Güner als Vater Gökdal (3)
- Hülya Duyar als Mutter Gökdal (3)
- Lilith Di Fede als Leyla Gökdal (3)
- Tayfun Bademsoy als Yilmaz Bastürk (3)
- Tillbert Strahl als Gustav Sobek (4)
- Leonard Carow als Ronny Witte (4)
- August Wittgenstein als Karl Krause (4)
- Philip Hagmann als Simon Feierling (4)
- Julie Engelbrecht als Sophie Adeaux (4)
- Grischa Huber als Elisabeth Aschenbach (4)
- Dieter Moor als Viktor (4)
- Lars Rudolph als Lothar (4)
- Tillbert Strahl als Gustav Sobek (5)
- Katharina Heyer als Simone Römer (5)
- Barnaby Metschurat als Sven Gehring (5)
- Stephan Szász als Florian Römer (5)
- Katrin Heller als Frau Dankwart (5)
- Arnd Klawitter als Clemens Bremer (6)
- Silvina Buchbauer als Claudia Bremer (6)
- Tillbert Strahl als Gustav Sobek (6)
- Georg Wille als Ferdinand Aschenbach (6)

Staffel 2
- Christian Koerner als Dirk Baumgarten (1)
- Petra Kleinert als Klara Baumgarten (1)
- Max Schimmelpfennig als Jonas (1)
- Dirk Martens als Norbert Wensky (1)
- Marco Girnth als Matthias Moll (1)
- Julia Bremermann als Claudia Moll (1)
- Roman Knižka als Sebastian Huth (2)
- Anne Kanis als Anja Huth (2)
- Thomas Arnold als Tobias Rollberg (2)
- Suzan Anbeh als Juliane Wegscheid (2)
- Katja Woywood als Doro Reutersberg (3)
- Katja Studt als Henriette Lier (3)
- Barbara Philipp als Prof. Dr. Gesine Braschke (3)
- René Steinke als Simon Bobek (3)
- Daniel Sellier als Tim Lier (3)
- Paula Kalenberg als Alina (4)
- Karoline Schuch als Caro (4)
- Anna Florkowski als Becca (4)
- Mark Filatov als Ben (4)
- Brigitte Böttrich als Dame Franzi (4)
- Silvina Buchbauer als Claudia Bremer (5)
- Rike Eckermann als Helga (5)
- Ole Eisfeld als Fabian Laurentius (5)
- Andreas Brandt als Norbert (5)
- Silvina Buchbauer als Claudia Bremer (6)
- André Röhner als Daniel (6)
- Jutta Schröder als Frau Blume (6)

## Hintergrund

### Produktion und Ausstrahlung
Ende Juni 2013 kündigte Sat.1 die Krimiserie mit dem Arbeitstitel Josy – Allein unter Bullen mit der Schauspielerin Diana Amft an. Die Serie beruht auf einer Idee des Berliner Autoren Marc Terjung, der für Sat.1 gemeinsam mit UFA Fiction bereits einige Fernsehserien konzipiert hat.
Die sechs Folgen der ersten Staffel wurde von November 2013 bis Februar 2014 unter dem Titel Josephine Klick – Allein unter Cops gedreht. Im März 2014 wurde bekannt gegeben, dass die Krimiserie ab dem 1. Mai 2014 um 21.00 Uhr auf dem Pay-TV-Sender Sat.1 emotions ausgestrahlt wird. Im Free-TV wird die Krimiserie ab dem 5. Mai 2014 um 21.15 Uhr auf Sat.1 ausgestrahlt. Wegen der Fußball-WM wurden die letzten beiden Folgen der ersten Staffel am Dienstag, den 3. Juni 2014 um 20.15 und 21.15 Uhr ausgestrahlt.
Ab dem 10. September 2015 um 21.00 Uhr wurde die zweite Staffel auf dem Pay-TV-Sender Sat.1 emotions und ab dem 15. September 2015 jeweils dienstags um 21.10 Uhr auf Sat.1 ausgestrahlt. Am 22. September 2015 sendete Sat.1 zwei Folgen und am 29. September 2015 wurden die letzten drei Folgen hintereinander ausgestrahlt.

## Trivia
- In der vierten Folge der Krimiserie ist das Haus der Studentenverbindung dasselbe wie das Haus, in dem in Doctor’s Diary – Männer sind die beste Medizin Alexis von Buren, kurz auch mit Dr. Gretchen Haase, gespielt von Diana Amft, lebt.

## Episodenliste

### Staffel 1
| Nr. | Originaltitel    | Erstausstrahlung D | Regie            | Drehbuch           | Zuschauer (Free-TV) |
| --- | ---------------- | ------------------ | ---------------- | ------------------ | ------------------- |
| 1 | Die tote Boxerin | 1. Mai 2014        | Oliver Dommenget | Marc Terjung       | 3,02 Mio.           |
| 2 | Feuerwehr        | 8. Mai 2014        | Oliver Dommenget | Marc Terjung       | 3,20 Mio.           |
| 3 | Kopftuch         | 15. Mai 2014       | Oliver Dommenget | Marc Terjung       | 2,58 Mio.           |
| 4 | Zinnsoldaten     | 22. Mai 2014       | Annette Ernst    | Richard Kropf      | 2,72 Mio.           |
| 5 | Nachbarschaft    | 29. Mai 2014       | Annette Ernst    | Ana Cristina Tarpo | 1,92 Mio.           |
| 6 | Strich           | 3. Juni 2014       | Annette Ernst    | Marc Terjung       | 2,28 Mio.           |
| Ein Serienmörder entführt Prostituierte und bringt sie nach zehn Tagen um. Um den Täter zu finden, verkleidet sich Josephine als Hure, da sie wie die Opfer blonde Haare hat. Als der mutmaßliche Täter anhält, steigt sie in den Wagen und lässt den Mann festnehmen. Er muss wieder freigelassen werden, da in seinem Auto keine Spuren gefunden werden konnten. Am nächsten Morgen wird Josephine von ihm in einem Reitstall betäubt und verschleppt. Als sie aufwacht, befindet sie sich im Zweitwagen des Täters. Ihre Kollegen kommen dem Täter auf die Spur, und es gelingt ihnen, ihn festzunehmen. Dabei wird das Auto, in dem sich die gefesselte Josephine befindet, in einem Fluss versenkt. Ihr Kollege Fritz schneidet dem Täter, der den Schlüssel verschluckt hat, die Kehle auf und kann sie befreien. Daraufhin wird Fritz verhaftet. |                  |                    |                  |                    |                     |

### Staffel 2
| Nr. | Originaltitel  | Erstausstrahlung D             | Regie            | Drehbuch                         | Zuschauer (Free-TV) |
| --- | -------------- | ------------------------------ | ---------------- | -------------------------------- | ------------------- |
| 1   | Bürgerwehr     | 10. Sep. 2015 (Sat.1 emotions) | Michael Kreindl  | Marc Terjung                     | 1,31 Mio.           |
| 2   | Indianer       | 17. Sep. 2015 (Sat.1 emotions) | Michael Kreindl  | Marc Terjung                     | 1,18 Mio.           |
| 3   | Pferde         | 22. Sep. 2015 (Sat.1)          | Michael Kreindl  | Marc Terjung                     | 1,50 Mio.           |
| 4   | Touristen      | 29. Sep. 2015 (Sat.1)          | Oliver Dommenget | Marc Terjung, Ana Cristina Tarpo | 1,26 Mio.           |
| 5   | Görlitzer Park | 29. Sep. 2015 (Sat.1)          | Oliver Dommenget | Marc Terjung                     | 1,51 Mio.           |
| 6   | Zahltag        | 29. Sep. 2015 (Sat.1)          | Oliver Dommenget | Marc Terjung                     | 1,39 Mio.           |

## Rezeption

### Auszeichnungen
Bayerischer Fernsehpreis 2014 – Nominierung in der Kategorie Beste Schauspielerin in einer Serie oder Reihe für Diana Amft

## DVD-Veröffentlichung
Am 4. Juni 2014 erschien die erste Staffel von „Josephine Klick – Allein unter Cops“ auf DVD.
Am 1. September 2016 erschien auch die zweite Staffel von „Josephine Klick – Allein unter Cops“ auf DVD.